# Mendoza elongata
Mendoza elongata är en spindelart som först beskrevs av Karsch 1879.  Mendoza elongata ingår i släktet Mendoza och familjen hoppspindlar. Inga underarter finns listade i Catalogue of Life.